# Kenéz
Kenéz es un pueblo ubicado en el distrito de Sárvár, en el condado de Vas, Hungría.

## Superficie
Posee una superficie de 7,170 kilómetros cuadrados.

## Demografía
Hasta 2019 la población era de 276 habitantes, con una densidad de población de 38,49 habitantes por kilómetro cuadrado.